# Welzbach (Tauber)
Der Welzbach ist ein Bach in den Gemeinden Altertheim im bayerischen Landkreis Würzburg (Unterfranken) – wo er im oberen Bereich Altbach genannt wird – und Werbach im baden-württembergischen Main-Tauber-Kreis (Tauberfranken). Er durchfließt, von Nordosten kommend meist in Richtung Südwesten, das Grenzgebiet von Bayern nach Baden-Württemberg und ist zusammen mit seinem längsten Oberlaufstrang etwa 17 km lang. Er mündet bei Werbach in drei Armen von rechts auf deren unterem Laufdrittel etwa 6 km nördlich von Tauberbischofsheim in die Tauber.

## Geographie

### Verlauf
Der Welzbach ist knapp 16 km lang und entsteht auf einer Höhe von 288 m ü. NHN als Altbach am östlichen Ortsrand von Oberaltertheim, allerdings führt der Welzbach im oberen Bereich nur nach Starkregen Wasser. Dauerhaft fließt der Bach ab Unteraltertheim.
In Bayern wird der Bach auf einer Länge von 7,15 km als Altbach bezeichnet, ab der Grenze zu Baden-Württemberg nordöstlich von  Wenkheim heißt er auf einer Länge von 8,72 km Welzbach.
Der Welzbach fließt in südwestlicher Richtung  durch Steinbach, Wenkheim und Werbachhausen und mündet bei Werbach von rechts in die Tauber.

### Einzugsgebiet
Der Welzbach hat ein 55,3 km² großes Einzugsgebiet. Randschnipsel entlang der nordwestlichen Wasserscheide liegen womöglich im Unterraum Eisinger Höhe des Naturraums der Marktheidenfelder Platte, der weit überwiegende Teil aber im Naturraum Tauberland. Der größte Teil davon liegt auf dem Tauberberg, der Tallauf mit den Untertälern der Zuflüsse davon im Unterraum Werbach-Böttigheimer Tal, die teils recht breite linke Randhöhe zählt zu dessen Unterraum Großrinderfelder Fläche. Erst das unterste Tal und der Mündungsbereich zählen dagegen zum Unterraum Mittleres Taubertal des Taubergrunds. Der höchste Punkt wird auf der Großrinderfelder Fläche nördlich von Gerchsheim mit ca. 390 m ü. NHN auf dem Bergrücken Scheinberg erreicht.
Das Gebiet erstreckt sich über die Grenze von Bayern zu Baden-Württemberg. Das obere Einzugsgebiet liegt überwiegend in der Gemeinde Altertheim im Landkreis Würzburg, ein südöstlicher Teil von ihm in der Gemeinde Großrinderfeld im Main-Tauber-Kreis, das mittlere und untere Einzugsgebiet dagegen im Gemeindegebiet von Werbach im selben Kreis, nordwestliche Randschnipsel womöglich im Gebiet von Markt Neubrunn im Landkreis Würzburg.
Reihum grenzen die Einzugsgebiete der folgenden Nachbargewässer an:
- Im Westnordwesten fließt der Limbachsgraben wenig abwärts ebenfalls in die Tauber;
- im Nordwesten liegt das Einzugsgebiet des Kembachs, eines Main-Zuflusses etwas oberhalb der Tauber;
- im Nordosten liegt das Einzugsgebiet des Haselbachs, der über den Aalbach noch höher in den Main entwässert;
- im Osten zieht der Gerchsheimer Graben zum Grünbach, einem großen Zufluss der Tauber oberhalb des Welzbachs;
- im Südosten fließt der Rödersteingraben etwas abwärts des letztgenannten in den Grünbach;
- im Süden speist der Steckenleitegraben kurz vor dem Welzbach die Tauber.

### Zuflüsse
Hierarchische Liste der Zuflüsse und  Seen von der Quelle zur Mündung. Gewässerlänge, Seefläche, Einzugsgebiet und Höhe nach den entsprechenden Layern auf der Onlinekarte der LUBW. Andere Quellen für die Angaben sind vermerkt.
Ursprung des auf dem bayerischen Oberlauf Altbach genannten Welzbachs-Oberlaufs Altbach auf etwa 288 m ü. NHN nahe am östlichen Ortsrand des Pfarrdorfes Oberaltertheim der Gemeinde Altertheim.
- Rotenbergsgraben, linker und südwestlicher Hauptstrang-Oberlauf, ca. 1,9 km[LUBW 7] und ca. 2,7 km².[BA 2] Entsteht auf etwa 335 m ü. NHN am Roten Berg nahe dem Eselspfad nordwestlich von Großrinderfeld-Gerchsheim. Unbeständig.
- (Graben entlang der L 2297/St 2297) , rechter und ostsüdöstlicher Oberlauf, ca. 1,5 km[LUBW 7] und ca. 2,4 km².[BA 2] Entsteht auf etwa 342 m ü. NHN im Gewann Weinstraße nördlich von Gerchsheim. Unbeständig.
  - (Feldweggraben vom Gottesgereut), von rechts und Nordosten auf etwa 292 m ü. NHN[BA 1] neben der St 2297 kurz vor Altertheim-Oberaltertheim, ca. 1,3 km[BA 2] und ca. 1,5 km².[LUBW 8] Entsteht auf etwa 327 m ü. NHN[BA 1] am Eck des Waldgewanns Gottesgereut zum Flurgewann Kohlplatte. Unbeständig.
- (Feldweggraben aus Richtung des Pfaffenschlags), von rechts und Norden auf etwa 279 m ü. NHN[BA 1] in Oberaltertheim, ca. 2,2 km[BA 3] und ca. 3,6 km².[BA 2] Der längste Oberlauf entsteht auf etwa 325 m ü. NHN[BA 1] an einem Feldwegkreuz vor dem Pfaffenschlag. Hat mehrere Oberläufe bzw. Zuflüsse, die alle unbeständig sind.
- (Auenzufluss von einer Trinkwasserfassung), von rechts und Osten auf etwa 253 m ü. NHN am Eintritt ins Weichbild von Altertheim-Unteraltertheim, ca. 0,5 km[LUBW 7] und unter 0,3 km².[LUBW 8] Brunnen und zugehöriges Häuschen liegen auf etwa 257 m ü. NHN etwas vor der Unteraltertheimer Ziegelhütte an der Straße von Oberaltertheim.
Dieser Zufluss führt beständig Wasser, der Altbach danach auch.
- (Weggraben vom Tannet), von rechts und zuletzt Norden auf etwa 251 m ü. NHN[BA 1] in Unteraltertheim, ca. 2,4 km[BA 3] und ca. 3,4 km².[BA 2] Entsteht auf etwa 304 m ü. NHN[BA 1] am Westrand des Waldes Tannet zum Flurgewann Dachsbau.
- Passiert auf etwa 240 m ü. NHN[BA 1] die Klärteiche der Kläranlage zwischen der Wiesenmühle nach Unteraltertheim und Altertheim-Steinbach,.
- Kaitersgraben oder Bärlesgraben (!), von links und Südsüdösten auf 230 m ü. NHN[BA 1]  unmittelbar nach Steinbach, 1,1 km[LUBW 7] allein und 3,8 km mitsamt dem linken Oberlauf sowie 9,7 km². Entsteht auf etwa 247 m ü. NHN[BA 1] an einer Obertalgabel aus seinen zwei unbeständigen Oberläufen.
Für diesen Zufluss und seine Oberläufe findet man teilweise auch andere Namen.
  - Bärlesgraben oder Kaitersgraben (!), linker und südlicher Hauptstrang-Oberlauf, ca. 2,7 km und ca. 3,2 km².[LUBW 8] Entsteht auf etwa 340 m ü. NHN südsüdöstlich von Werbach-Siedlung Mehlen an der Straße von der K 2992 nach Großrinderfeld-Hof Baiertal.
  - Gerchsheimerweg-Graben, linker und östlicher Nebenstrang-Oberlauf, wenigstens 1,6 km[BA 3] und bis zu 3,0 km[LUBW 7][BA 3] sowie ca. 5,5 km².[LUBW 8] Der längste Oberlaufstrang entsteht auf etwa 340 m ü. NHN nordöstlich von Baiertal, zieht zunächst kurz lstwärts in den Hachtelboden, ein nordwärts laufendes Tal mit der Landesgrenze auf der Tiefenlinie, das sich an einer Talspinne mit zwei weiteren Obert#lern aus Nord und Ost vereint;M erst der Unterlauf ab dort läuft nach Westen.
- → (Abgang eines Seitenarms nach Wenkheim), nach links auf etwa 226 m ü. NHN ca. 0,3 km nach der Landesgrenze.
- Karlebach, von rechts und Norden auf unter 228 m ü. NHN zwischen Steinbach und Werbach-Seemühle auf der Landesgrenze Bayern/Baden-Württemberg, 1,5 km und ca. 4,1 km².[LUBW 8] Entsteht auf etwa 273 m ü. NHN ca. 0,8 km südlich von Altertheim-Karlebach.
- Passiert auf etwa 225 m ü. NHN vier Teich links am Lauf vor dem Seitenarm nach Wenkheim bei Seemühle, unter 0,5 ha.
- Passiert auf knapp 225 m ü. NHN einen Teich rechts im Mündelswinkel des nächsten, über 0,1 ha.
- Riedgraben, von rechts auf etwa 224,7 m ü. NHN[BA 4] an der Seemühle, 1,5 km und ca. 3,7 km².[LUBW 8] Entsteht auf etwa 261 m ü. NHN wenig abwärts zweier zusammenlaufender Talmulden, eines Trockentals aus dem Nordnordosten und des nur intermittierend wasserführenden Schwabengrundes aus dem Nordnordwesten.
- ← (Rücklauf des Seitenarms nach Wenkheim), von links auf etwa 223 m ü. NHN am Nordrand von Werbach-Wenkheim, ca. 1,0 km.[LUBW 7]
- Seubelsgraben, von links und Südosten auf etwa 215 m ü. NHN in Wenkheim, 1,2 km und 1,3 km².[LUBW 8] Entsteht auf etwa 290 m ü. NHN an einer Waldinsel im Flürlein.
  - Tiefengraben, von rechts und Osten auf etwa 230 m ü. NHN am Ostrand von Wenkheim, 0,4 km und ca. 0,8 km².[LUBW 8] Entsteht auf etwa 260 m ü. NHN am Anfang einer Baumgalerie, die ihm folgt.
- Krückengraben, von rechts und Nordnordwesten auf etwa 211 m ü. NHN bei Werbach-Neumühle, 1,4 km und ca. 2,9 km².[LUBW 8] Entsteht beständig auf wenig über 260 m ü. NHN im Stall, unbeständig weiter im Norden auf bis etwa 280 m ü. NHN im Krückegraben (!).
- Brochelberggraben, von rechts und Nordwesten auf etwa 204 m ü. NHN bei Werbach-Öl- und Sägmühle, 1,1 km und ca. 0,6 km².[LUBW 8] Entsteht auf etwa 292 m ü. NHN am im Gewann Brochelberg nahe dem Modellflugplatz.
- →← (Abgang und Rücklauf des Mühlgrabens der Emmentaler Mühle), nach und von rechts auf Höhen um 200 m ü. NHN vor und nach der Emmentaler Mühle, 0,4 km.
- Setzengraben, von links und Ostsüdosten auf etwa 198 m ü. NHN kurz vor Werbach-Werbachhausen, 2,3 km und 4,1 km². Entsteht auf etwa 306 m ü. NHN im Waldgewann Loch südöstlich von Werbach-Brunntal.
  - Kalegraben, von links und Süden auf etwa 234 m ü. NHN wenig vor Brunntal, 0,5 km und ca. 0,3 km².[LUBW 8] Entsteht auf etwa 280 m ü. NHN zwischen Grünsfelder Berg und Heiligenrain.
  - Kreuzberggraben, von rechts und Osten auf etwa 225 m ü. NHN in Brunntal, 1,3 km und ca. 1,9 km².[LUBW 8] Entsteht auf etwa 315 m ü. NHN am Rossbrunnsee.
    -  Entwässert den laufbeginnnahen Roßbrunnensee auf etwa 320 m ü. NHN südwestlich von Werbach-Siedlung Mehlen, unter 0,1 ha.
    - Talgraben, von rechts und Ostnordosten auf etwa 226 m ü. NHN kurz vor der Kreuzberggraben-Mündung in Brunntal, 2,1 km und ca. 1,4 km².[LUBW 8] Entsteht auf etwa 321 m ü. NHN bei Siedlung Mehlen.

### Mündungsarme

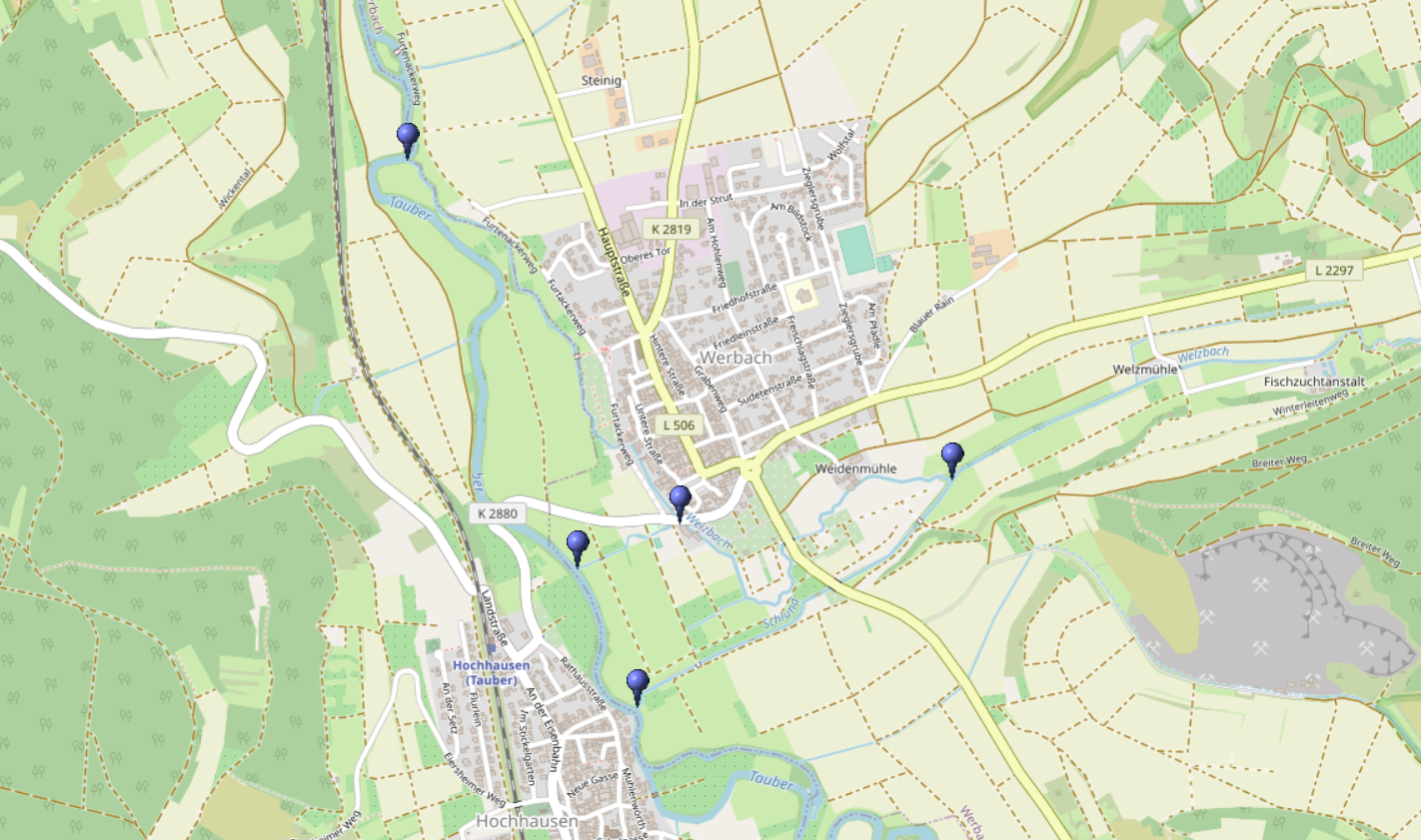
Lage der drei Mündungsarme des Welzbachs in die Tauber

Der Welzbach hat insgesamt drei Mündungsarme in die Tauber:
Rechter und linker Mündungsarm
Der Welzbach selbst teilt sich unterhalb von Werbachhausen und etwas vor Werbach an einem Streichwehr (⊙)
- in den vom Oberwasser gespeisten Welzbach-Arm, der dicht Werbach umfließt und erst nach längerem Parallellauf zu dieser in die Tauber mündet (⊙)
  - Blauer-Rain-Graben, von rechts und Nordosten auf etwa 175 m ü. NHN kurz vor Werbach-Weidenmühle in den Mündungsarm Welzbach, 1,4 km. Entsteht auf etwa 260 m ü. NHN am Südhang des Altenbergs. Längstenteils Feldweggraben.
- und in den das Unterwasser des Wehrs abführenden Arm Schlund.

Der Schlund läuft zwei bis drei Meter tiefer als der Oberwasserzweig in voriger Welzbach-Richtung recht gerade und zuoberst zur Tauber (⊙).
Mittlerer Mündungsarm
Der Schleifgraben zweigt wiederum vom rechten, nach dem Bach benannten Mündungszweig nach links ab (⊙). Der Schleifgraben ist mithin der mittlere und auch der kürzeste Mündungsarm in die Tauber (⊙).

### Orte
Orte am Lauf mit ihren Zugehörigkeiten. Nur die Namen tiefster Schachtelungsstufe bezeichnen Siedlungsanrainer.
Bayern
- Landkreis Würzburg
  - Gemeinde Altertheim
    - Oberaltertheim (Pfarrdorf)
    - Ziegelhütte (Siedlungsplatz des folgenden, rechts)
    - Unteraltertheim (Pfarrdorf, fast nur rechts)
    - Wiesenmühle (Siedlungsplatz des vorigen, links)
    - Steinbach (Dorf)

Baden-Württemberg
- Main-Tauber-Kreis
  - Gemeinde Werbach
    - Seemühle (Hof, rechts)
    - Wenkheim (Dorf, rechts)
    - Neumühle (Hof, rechts)
    - Öl- und Sägmühle (Hof, rechts)
    - Emmentaler Mühle (Siedlungsplatz, rechts)
    - Werbachhausen
    - Schneidmühle (Wohnplatz)
    - Welzmühle (Wohnplatz, rechts)
    - Fischzuchtanstalt (Wohnplatz, links)
    - Weidenmühle (Wohnplatz, links)
    - Werbach (Dorf, rechts des rechten Unterlaufs)

## Geologie
Der Welzbach ist in der Hauptsache ein Gewässer des Muschelkalks. Er entsteht in Schichthöhe des Oberen Muschelkalk, wechselt wenig nach Unteraltertheim in den Mittleren Muschelkalk und noch in diesem Dorf streicht an den unteren Talflanken der Untere Muschelkalk aus. Erst gegenüber der Welzmühle kurz vor Werbach liegt am rechten Talhang dann Oberer Buntsandstein, zuallerletzt auch links gegenüber Werbach.
Die Randhöhen des Tales sind wieder von teils recht großen Schichtinseln aus Löss, Lösssediment und lössführenden Fließerden aus dem Pleistozän überlagert. Um den Bach liegt auf dem Talgrund Schwemmland, schon sehr früh besteht es aus Auenlehmen.

## Natur und Schutzgebiete

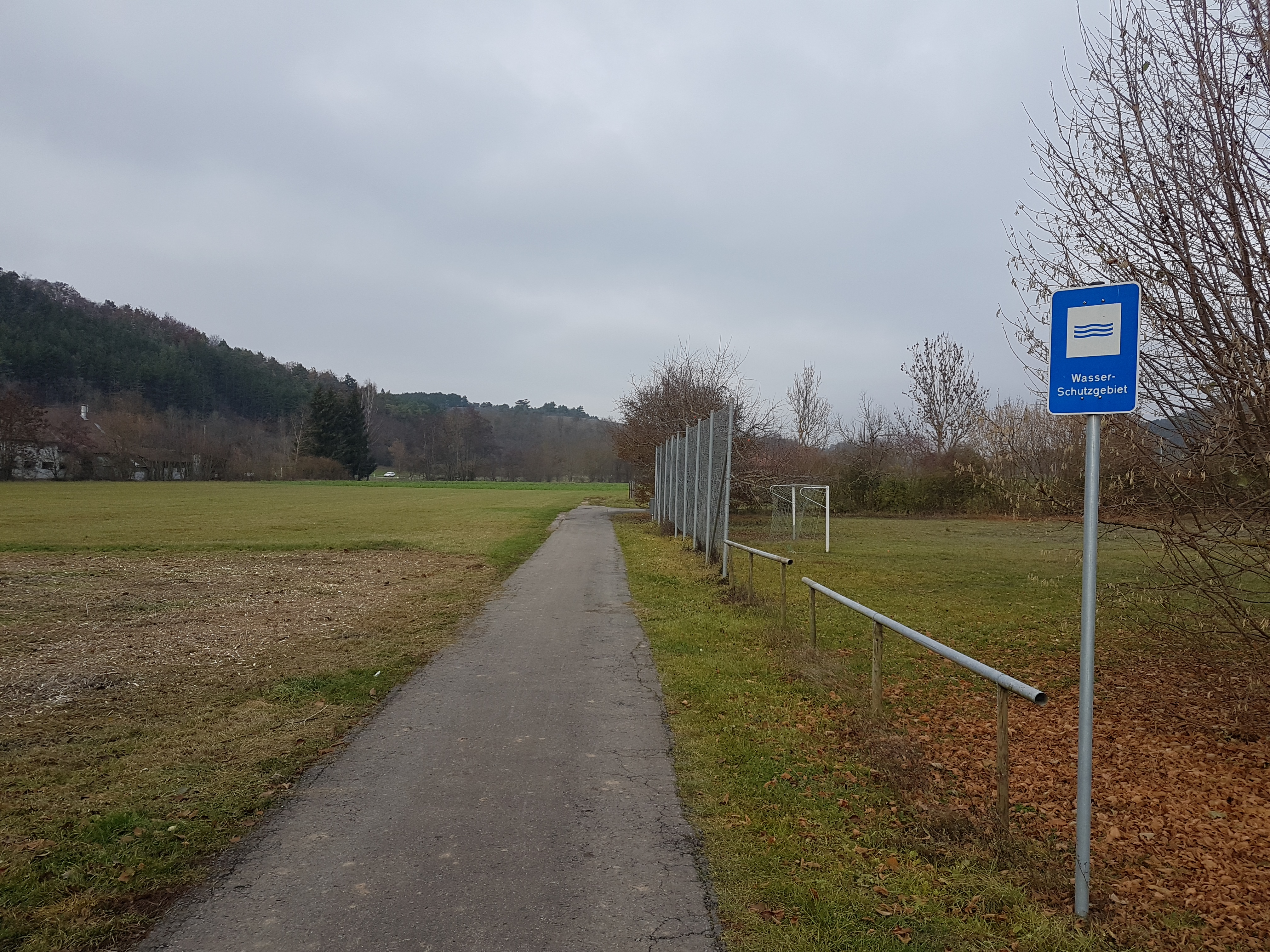
Das Wasserschutzgebiet Welzbachtal (WSG-Nr. 128131), 2018

Das mit Rechtsverordnung vom 3. Februar 2004 ausgewiesene Wasserschutzgebiet Welzbachtal mit der WSG-Nr. 128131 umfasst eine geschützte Fläche von 2.442,43 Hektar. Es ist damit eines der größten Wasserschutzgebiete im Main-Tauber-Kreis.
Im Welzbachtal befinden sich zwei flächenhafte Naturdenkmale: Der Auewald Bildhäusle/Unter der Kapelle (⊙; seit dem 10. März 1992) und das Feuchtgebiet Oberes Brüblein (⊙; seit dem 21. Dezember 1981).
Große Teile des Welzbachtals liegen im Landschaftsschutzgebiet Werbach. Die drei Mündungsarme des Welzbachs liegen im Landschaftsschutzgebiet Main-Tauber-Tal.

## Naherholung

### Naherholungsgebiet am mittleren Mündungsarm
Der mittlere Mündungsarm des Welzbachs – der Schleifgraben – diente früher der Wiesenbewässerung. Heute führt er einer Kneipp-Anlage und einem Biotop Wasser zu.
Ein angrenzender Bouleplatz, ein Beachvolleyballfeld, ein Bolzplatz, ein Kinderspielplatz und ein Pumptrack-Parcours bilden zusammen ein Naherholungsgebiet am Schleifgraben, dem die ansässige Bevölkerung in der Freizeit und zur Erholung stark zuspricht.

Ansichten des Naherholungsgebiets am Schleifgraben
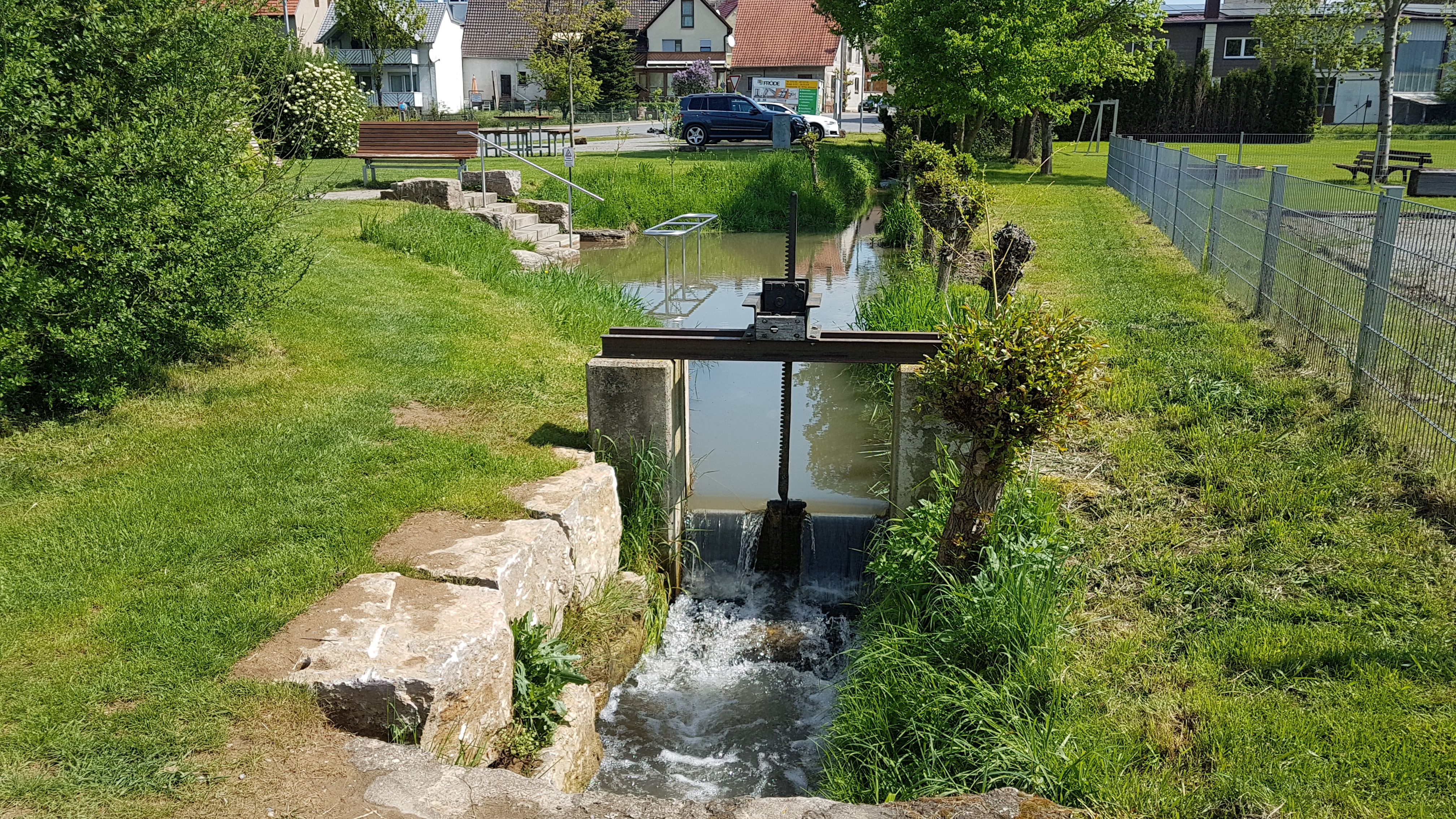
Blick auf die Kneippanlage am Schleifgraben; im Vordergrund eine Wiesenbewässerungssperre; rechts angrenzende Sportanlagen
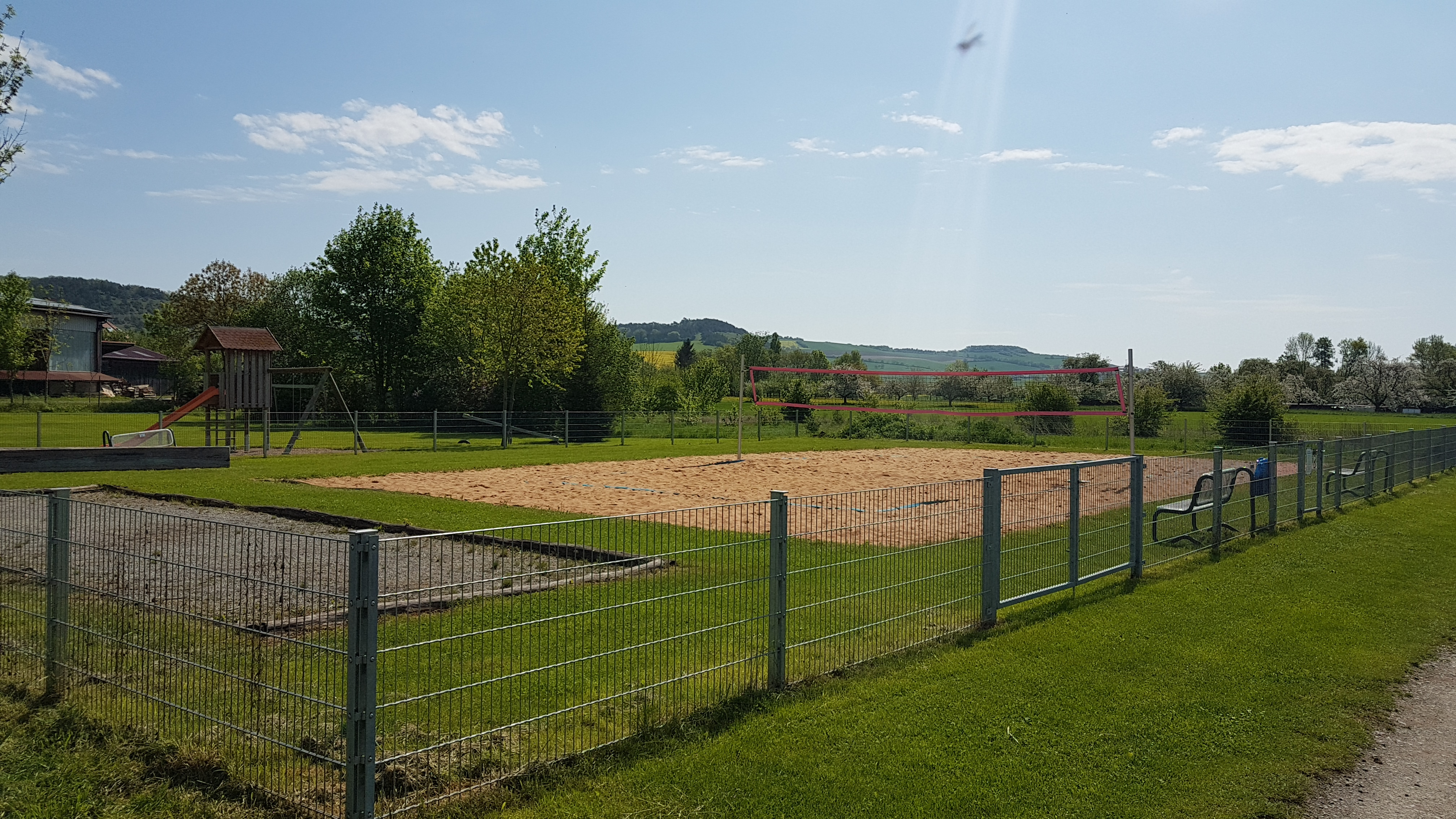
Bouleplatz, Spielplatz und Beachvolleyballfeld am Schleifgraben
- Pumptrack-Parcours am Schleifgraben

### Welzbachtalradweg

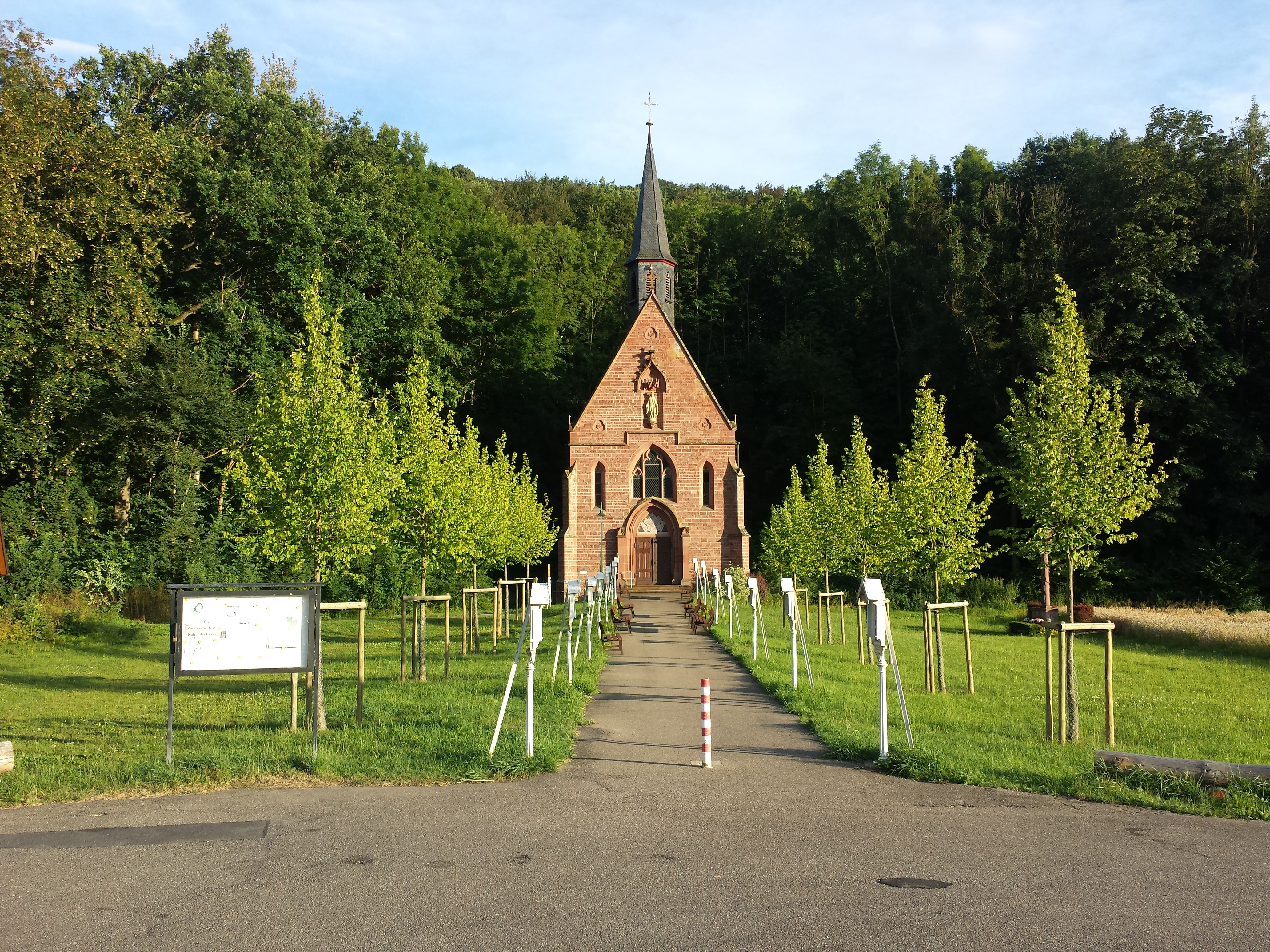
Der Welzbachtalradweg, im Hintergrund die Wallfahrtskapelle Liebfrauenbrunn (2016)

Der Welzbachtalradweg ist ein im Welzbachtal von Oberaltertheim in Bayern nach Werbach in Baden-Württemberg verlaufender Radwanderweg und ein Teilstück der Verbindung des Main-Radwegs bei Würzburg mit dem Taubertalradweg. Der Welzbachtalradweg führt direkt an der bekannten Wallfahrtskapelle Liebfrauenbrunn zwischen Werbach und Werbachhausen vorbei. Unter der Wallfahrtskapelle befindet sich eine Heilquelle, bei der Pilger aus großem Umkreis kostenlos Wasser holen.

### BayernAtlas („BA“)
Amtliche Online-Gewässerkarte mit passendem Ausschnitt und den hier benutzten Layern: Lauf und Einzugsgebiet des Welzbachs

Allgemeiner Einstieg ohne Voreinstellungen und Layer: BayernAtlas der Bayerischen Staatsregierung (Hinweise)
1. 1 2 3 4 5 6 7 8 9 10  Höhe abgefragt auf dem Hintergrundlayer Amtliche Karte (Rechtsklick).
2. 1 2 3 4 5  Einzugsgebiet abgemessen auf dem Hintergrundlayer Amtliche Karte.
3. 1 2 3 4  Länge abgemessen auf dem Hintergrundlayer Amtliche Karte.
4. ↑  Höhe nach schwarzer Beschriftung auf dem Hintergrundlayer Amtliche Karte.

### LUBW
Amtliche Online-Gewässerkarte mit passendem Ausschnitt und den hier benutzten Layern: Lauf und Einzugsgebiet des Welzbachs

Allgemeiner Einstieg ohne Voreinstellungen und Layer: Daten- und Kartendienst der Landesanstalt für Umwelt Baden-Württemberg (LUBW) (Hinweise)
1. ↑  Länge nach dem Layer Gewässernetz (AWGN). Ein dort nicht berücksichtigtes Anfangsstück wurde auf dem Hintergrundlayer Topographische Karte abgemessen und dazugeschlagen.
2. ↑  Einzugsgebiet nach dem Layer Aggregierte Gebiete 05.
3. ↑  Länge nach dem Layer Gewässernetz (AWGN).
4. ↑  Seefläche nach dem Layer Stehende Gewässer.
5. ↑  Einzugsgebiet nach dem Layer Basiseinzugsgebiet (AWGN).
6. ↑  Höhe nach dem Höhenlinienbild auf dem Hintergrundlayer Topographische Karte.
7. 1 2 3 4 5 6  Länge abgemessen auf dem Hintergrundlayer Topographische Karte.
8. 1 2 3 4 5 6 7 8 9 10 11 12 13  Einzugsgebiet abgemessen auf dem Hintergrundlayer Topographische Karte.

### Andere Belege
Alle nicht explizit mit Einzelbelegen nachgewiesenen Flächen- bzw. Längen- und Höhenangaben nach Messungen mit dem Bayern-Atlas.
1. ↑  Modellierte Werte nach Abfluss-BW Gewässerknoten MQ/MNQ
2. ↑  Horst Mensching, Günter Wagner: Geographische Landesaufnahme: Die naturräumlichen Einheiten auf Blatt 152 Würzburg. Bundesanstalt für Landeskunde, Bad Godesberg 1963. → Online-Karte (PDF; 5,3 MB)
3. ↑  Geoportal Baden-Württemberg (Hinweise)
4. ↑  Schutzgebietssteckbrief: Naturdenkmal, flächenhaft Auewald Bildhäusle/Unter der Kapelle. In: rips-dienste.lubw.baden-wuerttemberg.de. Abgerufen am 26. Juli 2020.
5. ↑  Schutzgebietssteckbrief: Naturdenkmal, flächenhaft Feuchtgebiet Oberes Brüblein. In: rips-dienste.lubw.baden-wuerttemberg.de. Abgerufen am 26. Juli 2020.
6. ↑  Werbach. In: ProtectedPlanet.net. Abgerufen am 26. Juli 2020.
7. ↑  Schutzgebietssteckbrief: Landschaftsschutzgebiet Werbach. In: rips-dienste.lubw.baden-wuerttemberg.de. Abgerufen am 26. Juli 2020.
8. ↑  Main-Tauber-Tal. In: ProtectedPlanet.net. Abgerufen am 26. Juli 2020.
9. ↑  Schutzgebietssteckbrief: Landschaftsschutzgebiet Main-Tauber-Tal. In: rips-dienste.lubw.baden-wuerttemberg.de. Abgerufen am 26. Juli 2020.
10. ↑  Angaben von Albrecht Rudolf, Werbach, 13. April 2018.
11. ↑  Inlinemap.net: Der Verlauf des Welzbachtalradweges (Memento des Originals vom 21. Juni 2018 im Internet Archive)  Info: Der Archivlink wurde automatisch eingesetzt und noch nicht geprüft. Bitte prüfe Original- und Archivlink gemäß Anleitung und entferne dann diesen Hinweis.. Online auf www.inlinemap.net. Abgerufen am 14. April 2018.